# 米哈伊尔·季缅特曼
米哈伊爾·約瑟福維奇·季緬特曼（俄語：Михаил Иосифович Диментман，1903年？—1941年7月27日）是一位蘇聯內務人民委員部官員，最高軍階為國家安全上尉。同時他也是個猶太人。
出生於圖拉的裁縫家家庭，1918年畢業於阿斯特拉罕的教會學校，從事漁業，於1920年4月加入蘇聯共產黨，也在同年8月進入契卡—國家政治保衛總局—內務人民委員部體系中工作。1927年10月，季緬特曼任烏茲別克斯坦第47邊防支隊隊長。1928年6月起擔任國家政治保衛總局邊防支隊隊長。1930年6月至1931年3月，任第3山地師內務人民委員部特別處負責人。
1936年1月8日，晉升國家安全上尉。1937年8月29日至1938年6月13日任內務人民委員部濱海邊疆區局局長。1937年9月25日至10月22日，任太平洋艦隊国家安全总局特別處處長。1938年7月25日，季緬特曼被捕，於1941年7月27日被最高軍事委員會法庭處決，季緬特曼的名譽並未被平反過。

## 資料來源
1. 1 2 3  . old.memo.ru.   [2019-12-05]. （原始内容存档于2019-11-19） （俄语）.
2. ↑  . 1937god.info.   [2019-12-05]. （原始内容存档于2019-12-05） （俄语）.
3. ↑  Михаил Тумшис; Вадим Золотарёв. . Русский фонд содействия образованию и науке. 2017-09-05: 1749–. ISBN 978-5-04-060749-5 （俄语）.
4. ↑  Владимир Мильбах. . ЛитРес. 2017-12-01: 73. ISBN 978-5-04-093220-7 （俄语）.